# دیل دی. مایرز
دیل دی. مایرز (انگلیسی: Dale D. Myers؛ زادهٔ ۸ ژانویهٔ ۱۹۲۲) یک مهندس اهل ایالات متحده آمریکا است. وی در سال ۱۹۸۹ میلادی به مدت ۳۵ روز کفیل مدیر کل سازمان فضایی ناسا بود.